# Ascania (Schiff, 1911)
Die Ascania (I) war ein 1911 Royal Mail Ship in Dienst gestellter Transatlantik-Passagierdampfer der britischen Reederei Cunard Line, der bis zu seinem Untergang im Juni 1918 bei Kap Race (Neufundland) im Einsatz war.

## Geschichte
Das 9.111 BRT große Dampfschiff wurde auf der Werft Swan, Hunter & Wigham Richardson, Ltd. in der nordenglischen Stadt Wallsend am Tyne gebaut und lief am 4. März 1911 vom Stapel. Die Fertigstellung erfolgte im Mai 1911. Das 142,04 Meter lange und 17,1 Meter breite Schiff hatte einen maximalen Tiefgang von 8,96 Metern und wurde von zwei dreizylindrigen Verbunddampfmaschinen angetrieben, die 976 nominale Pferdestärken (NHP) leisteten. Das Schiff war mit zwei Schiffsschrauben, zwei Masten und zwei Schornsteinen ausgestattet. Die Höchstgeschwindigkeit lag bei 13 Knoten. An Bord war Platz für 200 Passagiere der Zweiten und 1500 der Dritten Klasse.
Das Schiff wurde für die in Dundee sitzende Reederei Thomson Line gebaut und unter dem Namen Gerona auf Kiel gelegt. Die Thomson Line war in der Mitte des 19. Jahrhunderts als reines Frachtunternehmen entstanden, beförderte aber seit den 1880er Jahren auch Passagiere von Großbritannien nach Kanada und in den Mittelmeerraum. 1907 wurde die Thomson Line in die Cairn Line integriert, behielt aber ihren Namen und ihre Schiffe.
Noch während der Fertigstellung wurde die Gerona von der Cunard Line gekauft. Die Thomson Line übergab Cunard 1911 alle ihre Passagierschiffe, da sie von da an unter dem Namen Cairn-Thomson Line wieder nur im Frachtverkehr tätig war. Das Schiff wurde im Rahmen der Übernahme in Ascania umbenannt. Am 23. Mai 1911 lief sie in London zu ihrer Jungfernfahrt über Southampton nach Quebec und Montreal aus. Auf dieser für Cunard neuen Strecke blieb sie während ihrer gesamten Dienstzeit.
Am 13. Juni 1918 lief die Ascania auf einer Fahrt von Liverpool nach Montreal 20 Seemeilen östlich von Kap Race (Neufundland) bei schwerer See auf ein Riff und strandete. Das Schiff brach in den folgenden Tagen auseinander und sank. Die 191 Passagiere und acht Besatzungsmitglieder wurden von einem Patrouillenboot an Land gebracht. Es gab keinen Personenschaden, aber das Schiff war ein Totalverlust.